# Ród Bonapartów

Pierwotny herb rodowy Bonapartów

Cesarski herb Bonapartów

Ród Bonaparte (pierwotnie: Buonaparte) pojawił się już w XII stuleciu w okolicach Florencji, San Miniato i Genui. W XVI stuleciu Francesco Buonaparte przeniósł się na Korsykę, która wówczas należała do Republiki Genueńskiej. Potomkowie Francesca byli głównie adwokatami i urzędnikami na Korsyce.
Karol Maria Buonaparte, żonaty z Letycją Marią z domu Ramolino, miał trzynaścioro dzieci, z których ośmioro dożyło dorosłego wieku. Drugi z jego synów Napoleon został cesarzem Francuzów i wyniósł ród do wielkiego znaczenia w skali całej Europy. Prócz Napoleona I, ród Bonaparte wydał dwóch cesarzy Francuzów (Napoleona II i Napoleona III), czterech królów (Holandii, Hiszpanii, Neapolu i Westfalii), trzech panujących w Wielkim Księstwie Bergu, i panujące w Guastalli oraz Toskanii), wielu wybitnych polityków i naukowców.
Napoleon I po obwołaniu się cesarzem zmienił herb rodowy na złotego orła cesarskiego (napoleońskiego) w niebieskim polu. Pierwotnym herbem pieczętowały się odtąd tylko gałęzie jego braci Lucjana i amerykańska pochodząca od Hieronima.
Napoleon III zmienił po przyjęciu tytułu cesarza nazwisko rodowe. Odtąd wszyscy członkowie rodziny cesarskiej, znanej teraz jako Dynastie Napoléon nosili tytuł Prince lub Princesse Napoléon. Leksykony tych czasów wymieniają nazwisko Bonaparte jako nom patronymique dynastii. Wyłączeni z regulacji byli jedynie potomkowie skłóconego niegdyś z pierwszym Napoleonem Lucjana Bonapartego, którzy nadal nosili nazwisko de Bonaparte, ale w końcu otrzymali od Napoleona III godność „Prince français” (Książąt francuskich) z tytułowaniem „Altesse” (Wasza Wysokość). Gałąź Lucjana wygasła w roku 1924 w linii męskiej ze śmiercią Rolanda, ojca Marii Bonaparte. Gałąź zamieszkała w USA (wygasła 1945) nazywała się tylko Bonaparte i jako obywatele amerykańscy nie nosiła żadnych tytułów.

## Ważniejsi potomkowie rodziny Bonapartów
- Karol Maria Buonaparte – 1746–1785 – protoplasta
- Letycja Buonaparte – 1750–1836 – protoplastka
- Józef Bonaparte – 1768–1844 – najstarszy syn Karola Marii, linia wygasła po mieczu 1844
- Napoleon I Bonaparte – 1769–1821 – drugi syn Karola Marii, linia istnieje
- Lucjan Bonaparte – 1775–1840 – trzeci syn Karola Marii, linia wygasła po mieczu 1924
- Eliza Bonaparte – 1777–1820 – córka Karola Marii
- Ludwik Bonaparte – 1778–1846 – czwarty syn Karola Marii, linia wygasła po mieczu 1879
- Paulina Bonaparte – 1780–1825 – córka Karola Marii
- Karolina Anuncjata Bonaparte – 1782–1839 – córka Karola Marii
- Charlotta Napoleona Bonaparte – 1802–1839 – córka Józefa
- Hieronim Bonaparte – 1784–1860 – piąty syn Karola Marii, linia istnieje
- Karol Lucjan Bonaparte – 1803–1857 – syn Lucjana
- Napoleon Ludwik Bonaparte – 1804–1831 – syn Ludwika
- Karol de Leon – 1806–1883, – syn Napoleona I, linia wygasła ok. 1980
- Napoleon II Bonaparte – 1811–1832 – syn Napoleona I, ta linia wygasła 1832
- Aleksander Colonna-Walewski – 1810–1868 – syn Napoleona I, linia istnieje
- Napoleon III – 1808–1873 – syn Ludwika
- Paweł Maria Bonaparte – 1809–1827 – syn Lucjana
- Ludwik Lucjan Bonaparte – 1813–1891 – syn Lucjana
- Piotr Napoleon Bonaparte – 1815–1881 – syn Lucjana
- Napoleon IV Bonaparte – 1856–1879 – syn Napoleona III, ostatni z linii Ludwika
- Matylda Letycja Bonaparte – 1820–1904 – córka Hieronima
- Napoleon Józef Bonaparte (Plonplon) – 1822–1891 – syn Hieronima
- Napoleon Lucjan Bonaparte – 1828–1895 – syn Lucjana
- Napoleon Hieronim Bonaparte – 1830–1893 – wnuk Hieronima, linia starsza, wygasła 1945
- Napoleon-Karol Bonaparte – 1839–1899 – syn Lucjana
- Charles Joseph Bonaparte – 1851–1921 – prawnuk Hieronima, linia starsza
- Roland Napoleon Bonaparte – 1858–1924 – syn Piotra, ostatni z linii Lucjana
- Napoleon-Wiktor Bonaparte – 1862–1926 – wnuk Hieronima
- Ludwik Napoleon Józef Bonaparte – 1864–1932 – wnuk Hieronima
- Maria Bonaparte – 1882–1962 – córka Rolanda
- Napoleon Ludwik Hieronim Bonaparte – 1914–1997 – prawnuk Hieronima
- Karol Józef Hieronim Bonaparte – 1950- – praprawnuk Hieronima

## Małżonki, mężowie i ważniejsi krewni Bonapartów
- Aleksandryna de Bleschamp-Bonaparte
- Józefina (cesarzowa francuska)
- Maria Ludwika (cesarzowa francuska)
- Eugenia (cesarzowa francuska)
- Amadeusz I (król Hiszpanii)
- Jerzy (książę grecki)
- Dezyderia Clary-Bernadotte
- Julia Clary-Bonaparte
- Hortensja de Beauharnais
- Eugeniusz de Beauharnais
- Józefina de Beauharnais-Bernadotte
- Stefania de Beauharnais (Badeńska)
- Józef Fesch
- Joachim Murat
- Katarzyna Wirtemberska (Bonaparte)
- Karol Wiktor Emanuel Leclerc d’Ostin
- Filip-Antoni d’Ornano
- Hubert d’Ornano
- Michał d’Ornano
- Rudolf-August d’Ornano
- Wilhelm d’Ornano
- Anatoli Demidow di San Donato
- Klotylda Maria Sabaudzka
- Humbert Sabaudzki (di Salemi)
- Klementyna Belgijska

## Niektórzy nieślubni potomkowie Bonapartów
Potomkowie Napoleona I
- Hrabia Karol de Leon (1806–1881), syn Napoleona i Eleonory Denuelle de la Plaigne. Nieuznany przez Napoleona ze względu na reputację matki, był jednak w późniejszych latach tak podobny do ojca, że pochodzeniu nie da się zaprzeczyć. Miał dwóch synów, linia wygasła ok. roku 1980.
- Hrabia (od 1866 książę) Aleksander Colonna-Walewski, syn Napoleona I i Marii Walewskiej. Jego linia istnieje do dziś.

Potomkowie Napoleona III
- Eugeniusz Aleksander Bure, hrabia d’Orx (1843–1910), ze związku z Eleonorą Veugeot-Camus, zmarł bezpotomnie,
- Ludwik Ernest Bure, hrabia de Labenne (1845–1882) z tej samej matki, również zmarł bezpotomnie.

Potomkowie Ludwika Bonaparte
- Ludwik hrabia de Castelvecchio (1826–1869), ze związku z Joanną Roland, był żonaty, potomstwo wymarło w dzieciństwie.

## Drzewo genealogiczne
|                                    |                                    |                                    |                                    |                                    |                                    |                                                                        |                                                                        |                                                                        |                                                                        |                                                                        |                                                                        |                                             |                                             |   |   |                                       |                                       |                                       |                                       |                                                      |                                                      |                                                      |                                                      |                                                      |                                                      | Karol Maria Buonaparte (1746–1785)        | Karol Maria Buonaparte (1746–1785)        | Karol Maria Buonaparte (1746–1785)        | Karol Maria Buonaparte (1746–1785)        | Karol Maria Buonaparte (1746–1785) | Karol Maria Buonaparte (1746–1785) |                                                                    |                                                                    | Letycja Buonaparte (1750–1836)                                     | Letycja Buonaparte (1750–1836)                                     | Letycja Buonaparte (1750–1836)                                     | Letycja Buonaparte (1750–1836)                                     | Letycja Buonaparte (1750–1836)        | Letycja Buonaparte (1750–1836)        |                                      |                                      |                                      |                                      |                                      |                                      |                                |                                |                                                                    |                                                                    |                                                                    |                                                                    |                                                                    |                                                                    |  |  |               |               |               |               |               |               |                                            |                                            |                                            |                                            |                                            |                                            |   |   |  |  |                                                     |                                                     |                                                           |                                                           |                                                           |                                                           |                                                           |                                                           |                                       |                                       |                                                               |                                                               |                                                               |                                                               |                                                               |                                                               |   |   |                                                                             |                                                                             |                                                                             |                                                                             |                                                                             |                                                                             |  |  |                                                                        |                                                                        |                                                                        |                                                                        |                                                                        |                                                                        |  |  |                                                                                                 |                                                                                                 |                                                                                                 |                                                                                                 |                                                                                                 |                                                                                                 |  |  |                                                                 |                                                                 |                                                                 |                                                                 |                                                                 |                                                                 |  |  |                                           |                                           |                                           |                                           |                                           |                                           |  |  |                                |                                |                                |                                |                                |                                |  |  |                                                |                                                |                                                |                                                |                                                |                                                |  |  |  |  |  |  |  |  |  |  |
|                                    |                                    |                                    |                                    |                                    |                                    |                                                                        |                                                                        |                                                                        |                                                                        |                                                                        |                                                                        |                                             |                                             |   |   |                                       |                                       |                                       |                                       |                                                      |                                                      |                                                      |                                                      |                                                      |                                                      | Karol Maria Buonaparte (1746–1785)        | Karol Maria Buonaparte (1746–1785)        | Karol Maria Buonaparte (1746–1785)        | Karol Maria Buonaparte (1746–1785)        | Karol Maria Buonaparte (1746–1785) | Karol Maria Buonaparte (1746–1785) |                                                                    |                                                                    | Letycja Buonaparte (1750–1836)                                     | Letycja Buonaparte (1750–1836)                                     | Letycja Buonaparte (1750–1836)                                     | Letycja Buonaparte (1750–1836)                                     | Letycja Buonaparte (1750–1836)        | Letycja Buonaparte (1750–1836)        |                                      |                                      |                                      |                                      |                                      |                                      |                                |                                |                                                                    |                                                                    |                                                                    |                                                                    |                                                                    |                                                                    |  |  |               |               |               |               |               |               |                                            |                                            |                                            |                                            |                                            |                                            |   |   |  |  |                                                     |                                                     |                                                           |                                                           |                                                           |                                                           |                                                           |                                                           |                                       |                                       |                                                               |                                                               |                                                               |                                                               |                                                               |                                                               |   |   |                                                                             |                                                                             |                                                                             |                                                                             |                                                                             |                                                                             |  |  |                                                                        |                                                                        |                                                                        |                                                                        |                                                                        |                                                                        |  |  |                                                                                                 |                                                                                                 |                                                                                                 |                                                                                                 |                                                                                                 |                                                                                                 |  |  |                                                                 |                                                                 |                                                                 |                                                                 |                                                                 |                                                                 |  |  |                                           |                                           |                                           |                                           |                                           |                                           |  |  |                                |                                |                                |                                |                                |                                |  |  |                                                |                                                |                                                |                                                |                                                |                                                |  |  |  |  |  |  |  |  |  |  |
|                                    |                                    |                                    |                                    |                                    |                                    |                                                                        |                                                                        |                                                                        |                                                                        |                                                                        |                                                                        |                                             |                                             |   |   |                                       |                                       |                                       |                                       |                                                      |                                                      |                                                      |                                                      |                                                      |                                                      |                                           |                                           |                                           |                                           |                                    |                                    |                                                                    |                                                                    |                                                                    |                                                                    |                                                                    |                                                                    |                                       |                                       |                                      |                                      |                                      |                                      |                                      |                                      |                                |                                |                                                                    |                                                                    |                                                                    |                                                                    |                                                                    |                                                                    |  |  |               |               |               |               |               |               |                                            |                                            |                                            |                                            |                                            |                                            |   |   |  |  |                                                     |                                                     |                                                           |                                                           |                                                           |                                                           |                                                           |                                                           |                                       |                                       |                                                               |                                                               |                                                               |                                                               |                                                               |                                                               |   |   |                                                                             |                                                                             |                                                                             |                                                                             |                                                                             |                                                                             |  |  |                                                                        |                                                                        |                                                                        |                                                                        |                                                                        |                                                                        |  |  |                                                                                                 |                                                                                                 |                                                                                                 |                                                                                                 |                                                                                                 |                                                                                                 |  |  |                                                                 |                                                                 |                                                                 |                                                                 |                                                                 |                                                                 |  |  |                                           |                                           |                                           |                                           |                                           |                                           |  |  |                                |                                |                                |                                |                                |                                |  |  |                                                |                                                |                                                |                                                |                                                |                                                |  |  |  |  |  |  |  |  |  |  |
|                                    |                                    |                                    |                                    |                                    |                                    |                                                                        |                                                                        |                                                                        |                                                                        |                                                                        |                                                                        |                                             |                                             |   |   |                                       |                                       |                                       |                                       |                                                      |                                                      |                                                      |                                                      |                                                      |                                                      |                                           |                                           |                                           |                                           |                                    |                                    |                                                                    |                                                                    |                                                                    |                                                                    |                                                                    |                                                                    |                                       |                                       |                                      |                                      |                                      |                                      |                                      |                                      |                                |                                |                                                                    |                                                                    |                                                                    |                                                                    |                                                                    |                                                                    |  |  |               |               |               |               |               |               |                                            |                                            |                                            |                                            |                                            |                                            |   |   |  |  |                                                     |                                                     |                                                           |                                                           |                                                           |                                                           |                                                           |                                                           |                                       |                                       |                                                               |                                                               |                                                               |                                                               |                                                               |                                                               |   |   |                                                                             |                                                                             |                                                                             |                                                                             |                                                                             |                                                                             |  |  |                                                                        |                                                                        |                                                                        |                                                                        |                                                                        |                                                                        |  |  |                                                                                                 |                                                                                                 |                                                                                                 |                                                                                                 |                                                                                                 |                                                                                                 |  |  |                                                                 |                                                                 |                                                                 |                                                                 |                                                                 |                                                                 |  |  |                                           |                                           |                                           |                                           |                                           |                                           |  |  |                                |                                |                                |                                |                                |                                |  |  |                                                |                                                |                                                |                                                |                                                |                                                |  |  |  |  |  |  |  |  |  |  |
| 3                                  | 3                                  | 3                                  | 3                                  | 3                                  | 3                                  |                                                                        |                                                                        |                                                                        |                                                                        | 1                                                                      | 1                                                                      | 1                                           | 1                                           | 1 | 1 |                                       |                                       |                                       |                                       |                                                      |                                                      |                                                      |                                                      |                                                      |                                                      | 2                                         | 2                                         | 2                                         | 2                                         | 2                                  | 2                                  |                                                                    |                                                                    |                                                                    |                                                                    |                                                                    |                                                                    |                                       |                                       |                                      |                                      |                                      |                                      |                                      |                                      |                                |                                | 5                                                                  | 5                                                                  | 5                                                                  | 5                                                                  | 5                                                                  | 5                                                                  |  |  | 4             | 4             | 4             | 4             | 4             | 4             |                                            |                                            | 6                                          | 6                                          | 6                                          | 6                                          | 6 | 6 |  |  | 7                                                   | 7                                                   | 7                                                         | 7                                                         | 7                                                         | 7                                                         |                                                           |                                                           |                                       |                                       |                                                               |                                                               |                                                               |                                                               |                                                               |                                                               | 8 | 8 | 8                                                                           | 8                                                                           | 8                                                                           | 8                                                                           |                                                                             |                                                                             |  |  |                                                                        |                                                                        |                                                                        |                                                                        |                                                                        |                                                                        |  |  |                                                                                                 |                                                                                                 |                                                                                                 |                                                                                                 |                                                                                                 |                                                                                                 |  |  |                                                                 |                                                                 |                                                                 |                                                                 |                                                                 |                                                                 |  |  |                                           |                                           |                                           |                                           |                                           |                                           |  |  |                                |                                |                                |                                |                                |                                |  |  |                                                |                                                |                                                |                                                |                                                |                                                |  |  |  |  |  |  |  |  |  |  |
| 3                                  | 3                                  | 3                                  | 3                                  | 3                                  | 3                                  | Lucjan Bonaparte (1775–1840) m.(2) Aleksandryna de Bleschamp-Bonaparte | Lucjan Bonaparte (1775–1840) m.(2) Aleksandryna de Bleschamp-Bonaparte | Lucjan Bonaparte (1775–1840) m.(2) Aleksandryna de Bleschamp-Bonaparte | Lucjan Bonaparte (1775–1840) m.(2) Aleksandryna de Bleschamp-Bonaparte | Lucjan Bonaparte (1775–1840) m.(2) Aleksandryna de Bleschamp-Bonaparte | Lucjan Bonaparte (1775–1840) m.(2) Aleksandryna de Bleschamp-Bonaparte | 1                                           | 1                                           | 1 | 1 |                                       |                                       |                                       |                                       | Józef Bonaparte (1768–1844) m. Julia Clary-Bonaparte | Józef Bonaparte (1768–1844) m. Julia Clary-Bonaparte | Józef Bonaparte (1768–1844) m. Julia Clary-Bonaparte | Józef Bonaparte (1768–1844) m. Julia Clary-Bonaparte | Józef Bonaparte (1768–1844) m. Julia Clary-Bonaparte | Józef Bonaparte (1768–1844) m. Julia Clary-Bonaparte | 2                                         | 2                                         | 2                                         | 2                                         | 2                                  | 2                                  |                                                                    |                                                                    | Maria Ludwika Austriaczka (1791–1847)                              | Maria Ludwika Austriaczka (1791–1847)                              | Maria Ludwika Austriaczka (1791–1847)                              | Maria Ludwika Austriaczka (1791–1847)                              | Maria Ludwika Austriaczka (1791–1847) | Maria Ludwika Austriaczka (1791–1847) |                                      |                                      | Napoleon Bonaparte (1769–1821)       | Napoleon Bonaparte (1769–1821)       | Napoleon Bonaparte (1769–1821)       | Napoleon Bonaparte (1769–1821)       | Napoleon Bonaparte (1769–1821) | Napoleon Bonaparte (1769–1821) | 5                                                                  | 5                                                                  | 5                                                                  | 5                                                                  | 5                                                                  | 5                                                                  |  |  | 4             | 4             | 4             | 4             | 4             | 4             | Józefina (cesarzowa francuska) (1763–1814) | Józefina (cesarzowa francuska) (1763–1814) | Józefina (cesarzowa francuska) (1763–1814) | Józefina (cesarzowa francuska) (1763–1814) | Józefina (cesarzowa francuska) (1763–1814) | Józefina (cesarzowa francuska) (1763–1814) | 6 | 6 |  |  | 7                                                   | 7                                                   | 7                                                         | 7                                                         | 7                                                         | 7                                                         | Aleksander de Beauharnais (1760–1794)                     | Aleksander de Beauharnais (1760–1794)                     | Aleksander de Beauharnais (1760–1794) | Aleksander de Beauharnais (1760–1794) | Aleksander de Beauharnais (1760–1794)                         | Aleksander de Beauharnais (1760–1794)                         |                                                               |                                                               |                                                               |                                                               | 8 | 8 | 8                                                                           | 8                                                                           | 8                                                                           | 8                                                                           |                                                                             |                                                                             |  |  | Eliza Bonaparte (1777–1820) m. Felice Pasquale Baciocchi               | Eliza Bonaparte (1777–1820) m. Felice Pasquale Baciocchi               | Eliza Bonaparte (1777–1820) m. Felice Pasquale Baciocchi               | Eliza Bonaparte (1777–1820) m. Felice Pasquale Baciocchi               | Eliza Bonaparte (1777–1820) m. Felice Pasquale Baciocchi               | Eliza Bonaparte (1777–1820) m. Felice Pasquale Baciocchi               |  |  | Paulina Bonaparte (1780–1825) m.(1) Karol Wiktor Emanuel Leclerc d'Ostin m.(2) Camillo Borghese | Paulina Bonaparte (1780–1825) m.(1) Karol Wiktor Emanuel Leclerc d'Ostin m.(2) Camillo Borghese | Paulina Bonaparte (1780–1825) m.(1) Karol Wiktor Emanuel Leclerc d'Ostin m.(2) Camillo Borghese | Paulina Bonaparte (1780–1825) m.(1) Karol Wiktor Emanuel Leclerc d'Ostin m.(2) Camillo Borghese | Paulina Bonaparte (1780–1825) m.(1) Karol Wiktor Emanuel Leclerc d'Ostin m.(2) Camillo Borghese | Paulina Bonaparte (1780–1825) m.(1) Karol Wiktor Emanuel Leclerc d'Ostin m.(2) Camillo Borghese |  |  | Maria Anuncjata Karolina Bonaparte (1782–1839) m. Joachim Murat | Maria Anuncjata Karolina Bonaparte (1782–1839) m. Joachim Murat | Maria Anuncjata Karolina Bonaparte (1782–1839) m. Joachim Murat | Maria Anuncjata Karolina Bonaparte (1782–1839) m. Joachim Murat | Maria Anuncjata Karolina Bonaparte (1782–1839) m. Joachim Murat | Maria Anuncjata Karolina Bonaparte (1782–1839) m. Joachim Murat |  |  | Elisabeth Patterson Bonaparte (1785–1879) | Elisabeth Patterson Bonaparte (1785–1879) | Elisabeth Patterson Bonaparte (1785–1879) | Elisabeth Patterson Bonaparte (1785–1879) | Elisabeth Patterson Bonaparte (1785–1879) | Elisabeth Patterson Bonaparte (1785–1879) |  |  | Hieronim Bonaparte (1784–1860) | Hieronim Bonaparte (1784–1860) | Hieronim Bonaparte (1784–1860) | Hieronim Bonaparte (1784–1860) | Hieronim Bonaparte (1784–1860) | Hieronim Bonaparte (1784–1860) |  |  | Katarzyna Wirtemberska (Bonaparte) (1783–1835) | Katarzyna Wirtemberska (Bonaparte) (1783–1835) | Katarzyna Wirtemberska (Bonaparte) (1783–1835) | Katarzyna Wirtemberska (Bonaparte) (1783–1835) | Katarzyna Wirtemberska (Bonaparte) (1783–1835) | Katarzyna Wirtemberska (Bonaparte) (1783–1835) |  |  |  |  |  |  |  |  |  |  |
|                                    |                                    |                                    |                                    |                                    |                                    | Lucjan Bonaparte (1775–1840) m.(2) Aleksandryna de Bleschamp-Bonaparte | Lucjan Bonaparte (1775–1840) m.(2) Aleksandryna de Bleschamp-Bonaparte | Lucjan Bonaparte (1775–1840) m.(2) Aleksandryna de Bleschamp-Bonaparte | Lucjan Bonaparte (1775–1840) m.(2) Aleksandryna de Bleschamp-Bonaparte | Lucjan Bonaparte (1775–1840) m.(2) Aleksandryna de Bleschamp-Bonaparte | Lucjan Bonaparte (1775–1840) m.(2) Aleksandryna de Bleschamp-Bonaparte |                                             |                                             |   |   |                                       |                                       |                                       |                                       | Józef Bonaparte (1768–1844) m. Julia Clary-Bonaparte | Józef Bonaparte (1768–1844) m. Julia Clary-Bonaparte | Józef Bonaparte (1768–1844) m. Julia Clary-Bonaparte | Józef Bonaparte (1768–1844) m. Julia Clary-Bonaparte | Józef Bonaparte (1768–1844) m. Julia Clary-Bonaparte | Józef Bonaparte (1768–1844) m. Julia Clary-Bonaparte |                                           |                                           |                                           |                                           |                                    |                                    |                                                                    |                                                                    | Maria Ludwika Austriaczka (1791–1847)                              | Maria Ludwika Austriaczka (1791–1847)                              | Maria Ludwika Austriaczka (1791–1847)                              | Maria Ludwika Austriaczka (1791–1847)                              | Maria Ludwika Austriaczka (1791–1847) | Maria Ludwika Austriaczka (1791–1847) |                                      |                                      | Napoleon Bonaparte (1769–1821)       | Napoleon Bonaparte (1769–1821)       | Napoleon Bonaparte (1769–1821)       | Napoleon Bonaparte (1769–1821)       | Napoleon Bonaparte (1769–1821) | Napoleon Bonaparte (1769–1821) |                                                                    |                                                                    |                                                                    |                                                                    |                                                                    |                                                                    |  |  |               |               |               |               |               |               | Józefina (cesarzowa francuska) (1763–1814) | Józefina (cesarzowa francuska) (1763–1814) | Józefina (cesarzowa francuska) (1763–1814) | Józefina (cesarzowa francuska) (1763–1814) | Józefina (cesarzowa francuska) (1763–1814) | Józefina (cesarzowa francuska) (1763–1814) |   |   |  |  |                                                     |                                                     |                                                           |                                                           |                                                           |                                                           | Aleksander de Beauharnais (1760–1794)                     | Aleksander de Beauharnais (1760–1794)                     | Aleksander de Beauharnais (1760–1794) | Aleksander de Beauharnais (1760–1794) | Aleksander de Beauharnais (1760–1794)                         | Aleksander de Beauharnais (1760–1794)                         |                                                               |                                                               |                                                               |                                                               |   |   |                                                                             |                                                                             |                                                                             |                                                                             |                                                                             |                                                                             |  |  | Eliza Bonaparte (1777–1820) m. Felice Pasquale Baciocchi               | Eliza Bonaparte (1777–1820) m. Felice Pasquale Baciocchi               | Eliza Bonaparte (1777–1820) m. Felice Pasquale Baciocchi               | Eliza Bonaparte (1777–1820) m. Felice Pasquale Baciocchi               | Eliza Bonaparte (1777–1820) m. Felice Pasquale Baciocchi               | Eliza Bonaparte (1777–1820) m. Felice Pasquale Baciocchi               |  |  | Paulina Bonaparte (1780–1825) m.(1) Karol Wiktor Emanuel Leclerc d'Ostin m.(2) Camillo Borghese | Paulina Bonaparte (1780–1825) m.(1) Karol Wiktor Emanuel Leclerc d'Ostin m.(2) Camillo Borghese | Paulina Bonaparte (1780–1825) m.(1) Karol Wiktor Emanuel Leclerc d'Ostin m.(2) Camillo Borghese | Paulina Bonaparte (1780–1825) m.(1) Karol Wiktor Emanuel Leclerc d'Ostin m.(2) Camillo Borghese | Paulina Bonaparte (1780–1825) m.(1) Karol Wiktor Emanuel Leclerc d'Ostin m.(2) Camillo Borghese | Paulina Bonaparte (1780–1825) m.(1) Karol Wiktor Emanuel Leclerc d'Ostin m.(2) Camillo Borghese |  |  | Maria Anuncjata Karolina Bonaparte (1782–1839) m. Joachim Murat | Maria Anuncjata Karolina Bonaparte (1782–1839) m. Joachim Murat | Maria Anuncjata Karolina Bonaparte (1782–1839) m. Joachim Murat | Maria Anuncjata Karolina Bonaparte (1782–1839) m. Joachim Murat | Maria Anuncjata Karolina Bonaparte (1782–1839) m. Joachim Murat | Maria Anuncjata Karolina Bonaparte (1782–1839) m. Joachim Murat |  |  | Elisabeth Patterson Bonaparte (1785–1879) | Elisabeth Patterson Bonaparte (1785–1879) | Elisabeth Patterson Bonaparte (1785–1879) | Elisabeth Patterson Bonaparte (1785–1879) | Elisabeth Patterson Bonaparte (1785–1879) | Elisabeth Patterson Bonaparte (1785–1879) |  |  | Hieronim Bonaparte (1784–1860) | Hieronim Bonaparte (1784–1860) | Hieronim Bonaparte (1784–1860) | Hieronim Bonaparte (1784–1860) | Hieronim Bonaparte (1784–1860) | Hieronim Bonaparte (1784–1860) |  |  | Katarzyna Wirtemberska (Bonaparte) (1783–1835) | Katarzyna Wirtemberska (Bonaparte) (1783–1835) | Katarzyna Wirtemberska (Bonaparte) (1783–1835) | Katarzyna Wirtemberska (Bonaparte) (1783–1835) | Katarzyna Wirtemberska (Bonaparte) (1783–1835) | Katarzyna Wirtemberska (Bonaparte) (1783–1835) |  |  |  |  |  |  |  |  |  |  |
|                                    |                                    |                                    |                                    |                                    |                                    |                                                                        |                                                                        |                                                                        |                                                                        |                                                                        |                                                                        |                                             |                                             |   |   |                                       |                                       |                                       |                                       |                                                      |                                                      |                                                      |                                                      |                                                      |                                                      |                                           |                                           |                                           |                                           |                                    |                                    |                                                                    |                                                                    |                                                                    |                                                                    |                                                                    |                                                                    |                                       |                                       |                                      |                                      |                                      |                                      |                                      |                                      |                                |                                |                                                                    |                                                                    |                                                                    |                                                                    |                                                                    |                                                                    |  |  |               |               |               |               |               |               |                                            |                                            |                                            |                                            |                                            |                                            |   |   |  |  |                                                     |                                                     |                                                           |                                                           |                                                           |                                                           |                                                           |                                                           |                                       |                                       |                                                               |                                                               |                                                               |                                                               |                                                               |                                                               |   |   |                                                                             |                                                                             |                                                                             |                                                                             |                                                                             |                                                                             |  |  |                                                                        |                                                                        |                                                                        |                                                                        |                                                                        |                                                                        |  |  |                                                                                                 |                                                                                                 |                                                                                                 |                                                                                                 |                                                                                                 |                                                                                                 |  |  |                                                                 |                                                                 |                                                                 |                                                                 |                                                                 |                                                                 |  |  |                                           |                                           |                                           |                                           |                                           |                                           |  |  |                                |                                |                                |                                |                                |                                |  |  |                                                |                                                |                                                |                                                |                                                |                                                |  |  |  |  |  |  |  |  |  |  |
|                                    |                                    |                                    |                                    |                                    |                                    |                                                                        |                                                                        |                                                                        |                                                                        |                                                                        |                                                                        |                                             |                                             |   |   |                                       |                                       |                                       |                                       |                                                      |                                                      |                                                      |                                                      |                                                      |                                                      |                                           |                                           |                                           |                                           |                                    |                                    |                                                                    |                                                                    |                                                                    |                                                                    |                                                                    |                                                                    |                                       |                                       |                                      |                                      |                                      |                                      |                                      |                                      |                                |                                |                                                                    |                                                                    |                                                                    |                                                                    |                                                                    |                                                                    |  |  |               |               |               |               |               |               |                                            |                                            |                                            |                                            |                                            |                                            |   |   |  |  |                                                     |                                                     |                                                           |                                                           |                                                           |                                                           |                                                           |                                                           |                                       |                                       |                                                               |                                                               |                                                               |                                                               |                                                               |                                                               |   |   |                                                                             |                                                                             |                                                                             |                                                                             |                                                                             |                                                                             |  |  |                                                                        |                                                                        |                                                                        |                                                                        |                                                                        |                                                                        |  |  |                                                                                                 |                                                                                                 |                                                                                                 |                                                                                                 |                                                                                                 |                                                                                                 |  |  |                                                                 |                                                                 |                                                                 |                                                                 |                                                                 |                                                                 |  |  |                                           |                                           |                                           |                                           |                                           |                                           |  |  |                                |                                |                                |                                |                                |                                |  |  |                                                |                                                |                                                |                                                |                                                |                                                |  |  |  |  |  |  |  |  |  |  |
|                                    |                                    |                                    |                                    |                                    |                                    |                                                                        |                                                                        |                                                                        |                                                                        |                                                                        |                                                                        |                                             |                                             |   |   |                                       |                                       |                                       |                                       |                                                      |                                                      | Napoleon II Bonaparte (1811–1832)                    | Napoleon II Bonaparte (1811–1832)                    | Napoleon II Bonaparte (1811–1832)                    | Napoleon II Bonaparte (1811–1832)                    | Napoleon II Bonaparte (1811–1832)         | Napoleon II Bonaparte (1811–1832)         |                                           |                                           |                                    |                                    | Eugeniusz de Beauharnais (1781–1824) m. Augusta Amalia Wittelsbach | Eugeniusz de Beauharnais (1781–1824) m. Augusta Amalia Wittelsbach | Eugeniusz de Beauharnais (1781–1824) m. Augusta Amalia Wittelsbach | Eugeniusz de Beauharnais (1781–1824) m. Augusta Amalia Wittelsbach | Eugeniusz de Beauharnais (1781–1824) m. Augusta Amalia Wittelsbach | Eugeniusz de Beauharnais (1781–1824) m. Augusta Amalia Wittelsbach |                                       |                                       | Hortensja de Beauharnais (1783–1837) | Hortensja de Beauharnais (1783–1837) | Hortensja de Beauharnais (1783–1837) | Hortensja de Beauharnais (1783–1837) | Hortensja de Beauharnais (1783–1837) | Hortensja de Beauharnais (1783–1837) |                                |                                | Ludwik Bonaparte (1778–1846)                                       | Ludwik Bonaparte (1778–1846)                                       | Ludwik Bonaparte (1778–1846)                                       | Ludwik Bonaparte (1778–1846)                                       | Ludwik Bonaparte (1778–1846)                                       | Ludwik Bonaparte (1778–1846)                                       |  |  | 4 inne dzieci | 4 inne dzieci | 4 inne dzieci | 4 inne dzieci | 4 inne dzieci | 4 inne dzieci |                                            |                                            |                                            |                                            |                                            |                                            |   |   |  |  | Achilles Murat (1801–1847) m. Katarzyna Willis Gray | Achilles Murat (1801–1847) m. Katarzyna Willis Gray | Achilles Murat (1801–1847) m. Katarzyna Willis Gray       | Achilles Murat (1801–1847) m. Katarzyna Willis Gray       | Achilles Murat (1801–1847) m. Katarzyna Willis Gray       | Achilles Murat (1801–1847) m. Katarzyna Willis Gray       |                                                           |                                                           |                                       |                                       | Hieronim Napoleon Bonaparte (1805–1870) m. Susan May Williams | Hieronim Napoleon Bonaparte (1805–1870) m. Susan May Williams | Hieronim Napoleon Bonaparte (1805–1870) m. Susan May Williams | Hieronim Napoleon Bonaparte (1805–1870) m. Susan May Williams | Hieronim Napoleon Bonaparte (1805–1870) m. Susan May Williams | Hieronim Napoleon Bonaparte (1805–1870) m. Susan May Williams |   |   | Hieronim Napoléon Karol Bonaparte (1814–1847)                               | Hieronim Napoléon Karol Bonaparte (1814–1847)                               | Hieronim Napoléon Karol Bonaparte (1814–1847)                               | Hieronim Napoléon Karol Bonaparte (1814–1847)                               | Hieronim Napoléon Karol Bonaparte (1814–1847)                               | Hieronim Napoléon Karol Bonaparte (1814–1847)                               |  |  | Matylda Letycja Bonaparte (1820–1904) m. Anatoli Demidow di San Donato | Matylda Letycja Bonaparte (1820–1904) m. Anatoli Demidow di San Donato | Matylda Letycja Bonaparte (1820–1904) m. Anatoli Demidow di San Donato | Matylda Letycja Bonaparte (1820–1904) m. Anatoli Demidow di San Donato | Matylda Letycja Bonaparte (1820–1904) m. Anatoli Demidow di San Donato | Matylda Letycja Bonaparte (1820–1904) m. Anatoli Demidow di San Donato |  |  | Napoleon Józef Bonaparte (1822–1891) m. Klotylda Maria Sabaudzka                                | Napoleon Józef Bonaparte (1822–1891) m. Klotylda Maria Sabaudzka                                | Napoleon Józef Bonaparte (1822–1891) m. Klotylda Maria Sabaudzka                                | Napoleon Józef Bonaparte (1822–1891) m. Klotylda Maria Sabaudzka                                | Napoleon Józef Bonaparte (1822–1891) m. Klotylda Maria Sabaudzka                                | Napoleon Józef Bonaparte (1822–1891) m. Klotylda Maria Sabaudzka                                |  |  |                                                                 |                                                                 |                                                                 |                                                                 |                                                                 |                                                                 |  |  |                                           |                                           |                                           |                                           |                                           |                                           |  |  |                                |                                |                                |                                |                                |                                |  |  |                                                |                                                |                                                |                                                |                                                |                                                |  |  |  |  |  |  |  |  |  |  |
|                                    |                                    |                                    |                                    |                                    |                                    |                                                                        |                                                                        |                                                                        |                                                                        |                                                                        |                                                                        |                                             |                                             |   |   |                                       |                                       |                                       |                                       |                                                      |                                                      | Napoleon II Bonaparte (1811–1832)                    | Napoleon II Bonaparte (1811–1832)                    | Napoleon II Bonaparte (1811–1832)                    | Napoleon II Bonaparte (1811–1832)                    | Napoleon II Bonaparte (1811–1832)         | Napoleon II Bonaparte (1811–1832)         |                                           |                                           |                                    |                                    | Eugeniusz de Beauharnais (1781–1824) m. Augusta Amalia Wittelsbach | Eugeniusz de Beauharnais (1781–1824) m. Augusta Amalia Wittelsbach | Eugeniusz de Beauharnais (1781–1824) m. Augusta Amalia Wittelsbach | Eugeniusz de Beauharnais (1781–1824) m. Augusta Amalia Wittelsbach | Eugeniusz de Beauharnais (1781–1824) m. Augusta Amalia Wittelsbach | Eugeniusz de Beauharnais (1781–1824) m. Augusta Amalia Wittelsbach |                                       |                                       | Hortensja de Beauharnais (1783–1837) | Hortensja de Beauharnais (1783–1837) | Hortensja de Beauharnais (1783–1837) | Hortensja de Beauharnais (1783–1837) | Hortensja de Beauharnais (1783–1837) | Hortensja de Beauharnais (1783–1837) |                                |                                | Ludwik Bonaparte (1778–1846)                                       | Ludwik Bonaparte (1778–1846)                                       | Ludwik Bonaparte (1778–1846)                                       | Ludwik Bonaparte (1778–1846)                                       | Ludwik Bonaparte (1778–1846)                                       | Ludwik Bonaparte (1778–1846)                                       |  |  | 4 inne dzieci | 4 inne dzieci | 4 inne dzieci | 4 inne dzieci | 4 inne dzieci | 4 inne dzieci |                                            |                                            |                                            |                                            |                                            |                                            |   |   |  |  | Achilles Murat (1801–1847) m. Katarzyna Willis Gray | Achilles Murat (1801–1847) m. Katarzyna Willis Gray | Achilles Murat (1801–1847) m. Katarzyna Willis Gray       | Achilles Murat (1801–1847) m. Katarzyna Willis Gray       | Achilles Murat (1801–1847) m. Katarzyna Willis Gray       | Achilles Murat (1801–1847) m. Katarzyna Willis Gray       |                                                           |                                                           |                                       |                                       | Hieronim Napoleon Bonaparte (1805–1870) m. Susan May Williams | Hieronim Napoleon Bonaparte (1805–1870) m. Susan May Williams | Hieronim Napoleon Bonaparte (1805–1870) m. Susan May Williams | Hieronim Napoleon Bonaparte (1805–1870) m. Susan May Williams | Hieronim Napoleon Bonaparte (1805–1870) m. Susan May Williams | Hieronim Napoleon Bonaparte (1805–1870) m. Susan May Williams |   |   | Hieronim Napoléon Karol Bonaparte (1814–1847)                               | Hieronim Napoléon Karol Bonaparte (1814–1847)                               | Hieronim Napoléon Karol Bonaparte (1814–1847)                               | Hieronim Napoléon Karol Bonaparte (1814–1847)                               | Hieronim Napoléon Karol Bonaparte (1814–1847)                               | Hieronim Napoléon Karol Bonaparte (1814–1847)                               |  |  | Matylda Letycja Bonaparte (1820–1904) m. Anatoli Demidow di San Donato | Matylda Letycja Bonaparte (1820–1904) m. Anatoli Demidow di San Donato | Matylda Letycja Bonaparte (1820–1904) m. Anatoli Demidow di San Donato | Matylda Letycja Bonaparte (1820–1904) m. Anatoli Demidow di San Donato | Matylda Letycja Bonaparte (1820–1904) m. Anatoli Demidow di San Donato | Matylda Letycja Bonaparte (1820–1904) m. Anatoli Demidow di San Donato |  |  | Napoleon Józef Bonaparte (1822–1891) m. Klotylda Maria Sabaudzka                                | Napoleon Józef Bonaparte (1822–1891) m. Klotylda Maria Sabaudzka                                | Napoleon Józef Bonaparte (1822–1891) m. Klotylda Maria Sabaudzka                                | Napoleon Józef Bonaparte (1822–1891) m. Klotylda Maria Sabaudzka                                | Napoleon Józef Bonaparte (1822–1891) m. Klotylda Maria Sabaudzka                                | Napoleon Józef Bonaparte (1822–1891) m. Klotylda Maria Sabaudzka                                |  |  |                                                                 |                                                                 |                                                                 |                                                                 |                                                                 |                                                                 |  |  |                                           |                                           |                                           |                                           |                                           |                                           |  |  |                                |                                |                                |                                |                                |                                |  |  |                                                |                                                |                                                |                                                |                                                |                                                |  |  |  |  |  |  |  |  |  |  |
|                                    |                                    |                                    |                                    |                                    |                                    |                                                                        |                                                                        |                                                                        |                                                                        |                                                                        |                                                                        |                                             |                                             |   |   |                                       |                                       |                                       |                                       |                                                      |                                                      |                                                      |                                                      |                                                      |                                                      |                                           |                                           |                                           |                                           |                                    |                                    |                                                                    |                                                                    |                                                                    |                                                                    |                                                                    |                                                                    |                                       |                                       |                                      |                                      |                                      |                                      |                                      |                                      |                                |                                |                                                                    |                                                                    |                                                                    |                                                                    |                                                                    |                                                                    |  |  |               |               |               |               |               |               |                                            |                                            |                                            |                                            |                                            |                                            |   |   |  |  |                                                     |                                                     |                                                           |                                                           |                                                           |                                                           |                                                           |                                                           |                                       |                                       |                                                               |                                                               |                                                               |                                                               |                                                               |                                                               |   |   |                                                                             |                                                                             |                                                                             |                                                                             |                                                                             |                                                                             |  |  |                                                                        |                                                                        |                                                                        |                                                                        |                                                                        |                                                                        |  |  |                                                                                                 |                                                                                                 |                                                                                                 |                                                                                                 |                                                                                                 |                                                                                                 |  |  |                                                                 |                                                                 |                                                                 |                                                                 |                                                                 |                                                                 |  |  |                                           |                                           |                                           |                                           |                                           |                                           |  |  |                                |                                |                                |                                |                                |                                |  |  |                                                |                                                |                                                |                                                |                                                |                                                |  |  |  |  |  |  |  |  |  |  |
|                                    |                                    |                                    |                                    |                                    |                                    |                                                                        |                                                                        |                                                                        |                                                                        |                                                                        |                                                                        |                                             |                                             |   |   |                                       |                                       |                                       |                                       |                                                      |                                                      |                                                      |                                                      |                                                      |                                                      |                                           |                                           |                                           |                                           |                                    |                                    |                                                                    |                                                                    |                                                                    |                                                                    |                                                                    |                                                                    |                                       |                                       |                                      |                                      |                                      |                                      |                                      |                                      |                                |                                |                                                                    |                                                                    |                                                                    |                                                                    |                                                                    |                                                                    |  |  |               |               |               |               |               |               |                                            |                                            |                                            |                                            |                                            |                                            |   |   |  |  |                                                     |                                                     |                                                           |                                                           |                                                           |                                                           |                                                           |                                                           |                                       |                                       |                                                               |                                                               |                                                               |                                                               |                                                               |                                                               |   |   |                                                                             |                                                                             |                                                                             |                                                                             |                                                                             |                                                                             |  |  |                                                                        |                                                                        |                                                                        |                                                                        |                                                                        |                                                                        |  |  |                                                                                                 |                                                                                                 |                                                                                                 |                                                                                                 |                                                                                                 |                                                                                                 |  |  |                                                                 |                                                                 |                                                                 |                                                                 |                                                                 |                                                                 |  |  |                                           |                                           |                                           |                                           |                                           |                                           |  |  |                                |                                |                                |                                |                                |                                |  |  |                                                |                                                |                                                |                                                |                                                |                                                |  |  |  |  |  |  |  |  |  |  |
| Karol Lucjan Bonaparte (1803–1857) | Karol Lucjan Bonaparte (1803–1857) | Karol Lucjan Bonaparte (1803–1857) | Karol Lucjan Bonaparte (1803–1857) | Karol Lucjan Bonaparte (1803–1857) | Karol Lucjan Bonaparte (1803–1857) |                                                                        |                                                                        | Zénajda Letycja Julia Bonaparte (1801–1854)                            | Zénajda Letycja Julia Bonaparte (1801–1854)                            | Zénajda Letycja Julia Bonaparte (1801–1854)                            | Zénajda Letycja Julia Bonaparte (1801–1854)                            | Zénajda Letycja Julia Bonaparte (1801–1854) | Zénajda Letycja Julia Bonaparte (1801–1854) |   |   | Julia Józefina Bonaparte (b.&d. 1796) | Julia Józefina Bonaparte (b.&d. 1796) | Julia Józefina Bonaparte (b.&d. 1796) | Julia Józefina Bonaparte (b.&d. 1796) | Julia Józefina Bonaparte (b.&d. 1796)                | Julia Józefina Bonaparte (b.&d. 1796)                |                                                      |                                                      | Charlotta Napoleona Bonaparte (1802–1839)            | Charlotta Napoleona Bonaparte (1802–1839)            | Charlotta Napoleona Bonaparte (1802–1839) | Charlotta Napoleona Bonaparte (1802–1839) | Charlotta Napoleona Bonaparte (1802–1839) | Charlotta Napoleona Bonaparte (1802–1839) |                                    |                                    | Napoleon Ludwik Bonaparte (1804–1831)                              | Napoleon Ludwik Bonaparte (1804–1831)                              | Napoleon Ludwik Bonaparte (1804–1831)                              | Napoleon Ludwik Bonaparte (1804–1831)                              | Napoleon Ludwik Bonaparte (1804–1831)                              | Napoleon Ludwik Bonaparte (1804–1831)                              |                                       |                                       | Napoleon Karol Bonaparte (1802–1807) | Napoleon Karol Bonaparte (1802–1807) | Napoleon Karol Bonaparte (1802–1807) | Napoleon Karol Bonaparte (1802–1807) | Napoleon Karol Bonaparte (1802–1807) | Napoleon Karol Bonaparte (1802–1807) |                                |                                | Napoleon III Bonaparte (1808–1873) m.Eugenia (cesarzowa francuska) | Napoleon III Bonaparte (1808–1873) m.Eugenia (cesarzowa francuska) | Napoleon III Bonaparte (1808–1873) m.Eugenia (cesarzowa francuska) | Napoleon III Bonaparte (1808–1873) m.Eugenia (cesarzowa francuska) | Napoleon III Bonaparte (1808–1873) m.Eugenia (cesarzowa francuska) | Napoleon III Bonaparte (1808–1873) m.Eugenia (cesarzowa francuska) |  |  |               |               |               |               |               |               |                                            |                                            |                                            |                                            |                                            |                                            |   |   |  |  |                                                     |                                                     | Napoleon Hieronim Bonaparte (1830–1893) m. Caroline Edgar | Napoleon Hieronim Bonaparte (1830–1893) m. Caroline Edgar | Napoleon Hieronim Bonaparte (1830–1893) m. Caroline Edgar | Napoleon Hieronim Bonaparte (1830–1893) m. Caroline Edgar | Napoleon Hieronim Bonaparte (1830–1893) m. Caroline Edgar | Napoleon Hieronim Bonaparte (1830–1893) m. Caroline Edgar |                                       |                                       | Charles Joseph Bonaparte (1851–1921) m. Ellen Channing Day    | Charles Joseph Bonaparte (1851–1921) m. Ellen Channing Day    | Charles Joseph Bonaparte (1851–1921) m. Ellen Channing Day    | Charles Joseph Bonaparte (1851–1921) m. Ellen Channing Day    | Charles Joseph Bonaparte (1851–1921) m. Ellen Channing Day    | Charles Joseph Bonaparte (1851–1921) m. Ellen Channing Day    |   |   | Napoleon-Wiktor Bonaparte (1862–1926) m. Klementyna Koburg-Bonaparte        | Napoleon-Wiktor Bonaparte (1862–1926) m. Klementyna Koburg-Bonaparte        | Napoleon-Wiktor Bonaparte (1862–1926) m. Klementyna Koburg-Bonaparte        | Napoleon-Wiktor Bonaparte (1862–1926) m. Klementyna Koburg-Bonaparte        | Napoleon-Wiktor Bonaparte (1862–1926) m. Klementyna Koburg-Bonaparte        | Napoleon-Wiktor Bonaparte (1862–1926) m. Klementyna Koburg-Bonaparte        |  |  | Napoleon Ludwik Józef Hieronim Bonaparte (1864–1932)                   | Napoleon Ludwik Józef Hieronim Bonaparte (1864–1932)                   | Napoleon Ludwik Józef Hieronim Bonaparte (1864–1932)                   | Napoleon Ludwik Józef Hieronim Bonaparte (1864–1932)                   | Napoleon Ludwik Józef Hieronim Bonaparte (1864–1932)                   | Napoleon Ludwik Józef Hieronim Bonaparte (1864–1932)                   |  |  | Maria Letycja Bonaparte-Aosta (1866–1926) m. Amadeusz I Sabaudzki                               | Maria Letycja Bonaparte-Aosta (1866–1926) m. Amadeusz I Sabaudzki                               | Maria Letycja Bonaparte-Aosta (1866–1926) m. Amadeusz I Sabaudzki                               | Maria Letycja Bonaparte-Aosta (1866–1926) m. Amadeusz I Sabaudzki                               | Maria Letycja Bonaparte-Aosta (1866–1926) m. Amadeusz I Sabaudzki                               | Maria Letycja Bonaparte-Aosta (1866–1926) m. Amadeusz I Sabaudzki                               |  |  |                                                                 |                                                                 |                                                                 |                                                                 |                                                                 |                                                                 |  |  |                                           |                                           |                                           |                                           |                                           |                                           |  |  |                                |                                |                                |                                |                                |                                |  |  |                                                |                                                |                                                |                                                |                                                |                                                |  |  |  |  |  |  |  |  |  |  |
| Karol Lucjan Bonaparte (1803–1857) | Karol Lucjan Bonaparte (1803–1857) | Karol Lucjan Bonaparte (1803–1857) | Karol Lucjan Bonaparte (1803–1857) | Karol Lucjan Bonaparte (1803–1857) | Karol Lucjan Bonaparte (1803–1857) |                                                                        |                                                                        | Zénajda Letycja Julia Bonaparte (1801–1854)                            | Zénajda Letycja Julia Bonaparte (1801–1854)                            | Zénajda Letycja Julia Bonaparte (1801–1854)                            | Zénajda Letycja Julia Bonaparte (1801–1854)                            | Zénajda Letycja Julia Bonaparte (1801–1854) | Zénajda Letycja Julia Bonaparte (1801–1854) |   |   | Julia Józefina Bonaparte (b.&d. 1796) | Julia Józefina Bonaparte (b.&d. 1796) | Julia Józefina Bonaparte (b.&d. 1796) | Julia Józefina Bonaparte (b.&d. 1796) | Julia Józefina Bonaparte (b.&d. 1796)                | Julia Józefina Bonaparte (b.&d. 1796)                |                                                      |                                                      | Charlotta Napoleona Bonaparte (1802–1839)            | Charlotta Napoleona Bonaparte (1802–1839)            | Charlotta Napoleona Bonaparte (1802–1839) | Charlotta Napoleona Bonaparte (1802–1839) | Charlotta Napoleona Bonaparte (1802–1839) | Charlotta Napoleona Bonaparte (1802–1839) |                                    |                                    | Napoleon Ludwik Bonaparte (1804–1831)                              | Napoleon Ludwik Bonaparte (1804–1831)                              | Napoleon Ludwik Bonaparte (1804–1831)                              | Napoleon Ludwik Bonaparte (1804–1831)                              | Napoleon Ludwik Bonaparte (1804–1831)                              | Napoleon Ludwik Bonaparte (1804–1831)                              |                                       |                                       | Napoleon Karol Bonaparte (1802–1807) | Napoleon Karol Bonaparte (1802–1807) | Napoleon Karol Bonaparte (1802–1807) | Napoleon Karol Bonaparte (1802–1807) | Napoleon Karol Bonaparte (1802–1807) | Napoleon Karol Bonaparte (1802–1807) |                                |                                | Napoleon III Bonaparte (1808–1873) m.Eugenia (cesarzowa francuska) | Napoleon III Bonaparte (1808–1873) m.Eugenia (cesarzowa francuska) | Napoleon III Bonaparte (1808–1873) m.Eugenia (cesarzowa francuska) | Napoleon III Bonaparte (1808–1873) m.Eugenia (cesarzowa francuska) | Napoleon III Bonaparte (1808–1873) m.Eugenia (cesarzowa francuska) | Napoleon III Bonaparte (1808–1873) m.Eugenia (cesarzowa francuska) |  |  |               |               |               |               |               |               |                                            |                                            |                                            |                                            |                                            |                                            |   |   |  |  |                                                     |                                                     | Napoleon Hieronim Bonaparte (1830–1893) m. Caroline Edgar | Napoleon Hieronim Bonaparte (1830–1893) m. Caroline Edgar | Napoleon Hieronim Bonaparte (1830–1893) m. Caroline Edgar | Napoleon Hieronim Bonaparte (1830–1893) m. Caroline Edgar | Napoleon Hieronim Bonaparte (1830–1893) m. Caroline Edgar | Napoleon Hieronim Bonaparte (1830–1893) m. Caroline Edgar |                                       |                                       | Charles Joseph Bonaparte (1851–1921) m. Ellen Channing Day    | Charles Joseph Bonaparte (1851–1921) m. Ellen Channing Day    | Charles Joseph Bonaparte (1851–1921) m. Ellen Channing Day    | Charles Joseph Bonaparte (1851–1921) m. Ellen Channing Day    | Charles Joseph Bonaparte (1851–1921) m. Ellen Channing Day    | Charles Joseph Bonaparte (1851–1921) m. Ellen Channing Day    |   |   | Napoleon-Wiktor Bonaparte (1862–1926) m. Klementyna Koburg-Bonaparte        | Napoleon-Wiktor Bonaparte (1862–1926) m. Klementyna Koburg-Bonaparte        | Napoleon-Wiktor Bonaparte (1862–1926) m. Klementyna Koburg-Bonaparte        | Napoleon-Wiktor Bonaparte (1862–1926) m. Klementyna Koburg-Bonaparte        | Napoleon-Wiktor Bonaparte (1862–1926) m. Klementyna Koburg-Bonaparte        | Napoleon-Wiktor Bonaparte (1862–1926) m. Klementyna Koburg-Bonaparte        |  |  | Napoleon Ludwik Józef Hieronim Bonaparte (1864–1932)                   | Napoleon Ludwik Józef Hieronim Bonaparte (1864–1932)                   | Napoleon Ludwik Józef Hieronim Bonaparte (1864–1932)                   | Napoleon Ludwik Józef Hieronim Bonaparte (1864–1932)                   | Napoleon Ludwik Józef Hieronim Bonaparte (1864–1932)                   | Napoleon Ludwik Józef Hieronim Bonaparte (1864–1932)                   |  |  | Maria Letycja Bonaparte-Aosta (1866–1926) m. Amadeusz I Sabaudzki                               | Maria Letycja Bonaparte-Aosta (1866–1926) m. Amadeusz I Sabaudzki                               | Maria Letycja Bonaparte-Aosta (1866–1926) m. Amadeusz I Sabaudzki                               | Maria Letycja Bonaparte-Aosta (1866–1926) m. Amadeusz I Sabaudzki                               | Maria Letycja Bonaparte-Aosta (1866–1926) m. Amadeusz I Sabaudzki                               | Maria Letycja Bonaparte-Aosta (1866–1926) m. Amadeusz I Sabaudzki                               |  |  |                                                                 |                                                                 |                                                                 |                                                                 |                                                                 |                                                                 |  |  |                                           |                                           |                                           |                                           |                                           |                                           |  |  |                                |                                |                                |                                |                                |                                |  |  |                                                |                                                |                                                |                                                |                                                |                                                |  |  |  |  |  |  |  |  |  |  |
|                                    |                                    |                                    |                                    |                                    |                                    |                                                                        |                                                                        |                                                                        |                                                                        |                                                                        |                                                                        |                                             |                                             |   |   |                                       |                                       |                                       |                                       |                                                      |                                                      |                                                      |                                                      |                                                      |                                                      |                                           |                                           |                                           |                                           |                                    |                                    |                                                                    |                                                                    |                                                                    |                                                                    |                                                                    |                                                                    |                                       |                                       |                                      |                                      |                                      |                                      |                                      |                                      |                                |                                |                                                                    |                                                                    |                                                                    |                                                                    |                                                                    |                                                                    |  |  |               |               |               |               |               |               |                                            |                                            |                                            |                                            |                                            |                                            |   |   |  |  |                                                     |                                                     |                                                           |                                                           |                                                           |                                                           |                                                           |                                                           |                                       |                                       |                                                               |                                                               |                                                               |                                                               |                                                               |                                                               |   |   |                                                                             |                                                                             |                                                                             |                                                                             |                                                                             |                                                                             |  |  |                                                                        |                                                                        |                                                                        |                                                                        |                                                                        |                                                                        |  |  |                                                                                                 |                                                                                                 |                                                                                                 |                                                                                                 |                                                                                                 |                                                                                                 |  |  |                                                                 |                                                                 |                                                                 |                                                                 |                                                                 |                                                                 |  |  |                                           |                                           |                                           |                                           |                                           |                                           |  |  |                                |                                |                                |                                |                                |                                |  |  |                                                |                                                |                                                |                                                |                                                |                                                |  |  |  |  |  |  |  |  |  |  |
|                                    |                                    |                                    |                                    |                                    |                                    |                                                                        |                                                                        |                                                                        |                                                                        |                                                                        |                                                                        |                                             |                                             |   |   |                                       |                                       |                                       |                                       |                                                      |                                                      |                                                      |                                                      |                                                      |                                                      |                                           |                                           |                                           |                                           |                                    |                                    |                                                                    |                                                                    |                                                                    |                                                                    |                                                                    |                                                                    |                                       |                                       |                                      |                                      |                                      |                                      |                                      |                                      |                                |                                |                                                                    |                                                                    |                                                                    |                                                                    |                                                                    |                                                                    |  |  |               |               |               |               |               |               |                                            |                                            |                                            |                                            |                                            |                                            |   |   |  |  |                                                     |                                                     |                                                           |                                                           |                                                           |                                                           |                                                           |                                                           |                                       |                                       |                                                               |                                                               |                                                               |                                                               |                                                               |                                                               |   |   |                                                                             |                                                                             |                                                                             |                                                                             |                                                                             |                                                                             |  |  |                                                                        |                                                                        |                                                                        |                                                                        |                                                                        |                                                                        |  |  |                                                                                                 |                                                                                                 |                                                                                                 |                                                                                                 |                                                                                                 |                                                                                                 |  |  |                                                                 |                                                                 |                                                                 |                                                                 |                                                                 |                                                                 |  |  |                                           |                                           |                                           |                                           |                                           |                                           |  |  |                                |                                |                                |                                |                                |                                |  |  |                                                |                                                |                                                |                                                |                                                |                                                |  |  |  |  |  |  |  |  |  |  |
| Józef Lucjan Bonaparte (1824–1865) | Józef Lucjan Bonaparte (1824–1865) | Józef Lucjan Bonaparte (1824–1865) | Józef Lucjan Bonaparte (1824–1865) | Józef Lucjan Bonaparte (1824–1865) | Józef Lucjan Bonaparte (1824–1865) |                                                                        |                                                                        | Napoleon Lucjan Bonaparte (1828–1895)                                  | Napoleon Lucjan Bonaparte (1828–1895)                                  | Napoleon Lucjan Bonaparte (1828–1895)                                  | Napoleon Lucjan Bonaparte (1828–1895)                                  | Napoleon Lucjan Bonaparte (1828–1895)       | Napoleon Lucjan Bonaparte (1828–1895)       |   |   | Napoleon-Karol Bonaparte (1839–1899)  | Napoleon-Karol Bonaparte (1839–1899)  | Napoleon-Karol Bonaparte (1839–1899)  | Napoleon-Karol Bonaparte (1839–1899)  | Napoleon-Karol Bonaparte (1839–1899)                 | Napoleon-Karol Bonaparte (1839–1899)                 |                                                      |                                                      | 10 innych dzieci                                     | 10 innych dzieci                                     | 10 innych dzieci                          | 10 innych dzieci                          | 10 innych dzieci                          | 10 innych dzieci                          |                                    |                                    |                                                                    |                                                                    |                                                                    |                                                                    |                                                                    |                                                                    |                                       |                                       |                                      |                                      |                                      |                                      |                                      |                                      |                                |                                | Napoleon IV Bonaparte (1856–1879)                                  | Napoleon IV Bonaparte (1856–1879)                                  | Napoleon IV Bonaparte (1856–1879)                                  | Napoleon IV Bonaparte (1856–1879)                                  | Napoleon IV Bonaparte (1856–1879)                                  | Napoleon IV Bonaparte (1856–1879)                                  |  |  |               |               |               |               |               |               |                                            |                                            |                                            |                                            |                                            |                                            |   |   |  |  |                                                     |                                                     |                                                           |                                                           |                                                           |                                                           |                                                           |                                                           |                                       |                                       | Maria Klotylda Bonaparte (1912–1996)                          | Maria Klotylda Bonaparte (1912–1996)                          | Maria Klotylda Bonaparte (1912–1996)                          | Maria Klotylda Bonaparte (1912–1996)                          | Maria Klotylda Bonaparte (1912–1996)                          | Maria Klotylda Bonaparte (1912–1996)                          |   |   | Napoleon Ludwik Hieronim Bonaparte (1914–1997) m. Alix de Foresta-Bonaparte | Napoleon Ludwik Hieronim Bonaparte (1914–1997) m. Alix de Foresta-Bonaparte | Napoleon Ludwik Hieronim Bonaparte (1914–1997) m. Alix de Foresta-Bonaparte | Napoleon Ludwik Hieronim Bonaparte (1914–1997) m. Alix de Foresta-Bonaparte | Napoleon Ludwik Hieronim Bonaparte (1914–1997) m. Alix de Foresta-Bonaparte | Napoleon Ludwik Hieronim Bonaparte (1914–1997) m. Alix de Foresta-Bonaparte |  |  |                                                                        |                                                                        |                                                                        |                                                                        |                                                                        |                                                                        |  |  |                                                                                                 |                                                                                                 |                                                                                                 |                                                                                                 |                                                                                                 |                                                                                                 |  |  |                                                                 |                                                                 |                                                                 |                                                                 |                                                                 |                                                                 |  |  |                                           |                                           |                                           |                                           |                                           |                                           |  |  |                                |                                |                                |                                |                                |                                |  |  |                                                |                                                |                                                |                                                |                                                |                                                |  |  |  |  |  |  |  |  |  |  |
| Józef Lucjan Bonaparte (1824–1865) | Józef Lucjan Bonaparte (1824–1865) | Józef Lucjan Bonaparte (1824–1865) | Józef Lucjan Bonaparte (1824–1865) | Józef Lucjan Bonaparte (1824–1865) | Józef Lucjan Bonaparte (1824–1865) |                                                                        |                                                                        | Napoleon Lucjan Bonaparte (1828–1895)                                  | Napoleon Lucjan Bonaparte (1828–1895)                                  | Napoleon Lucjan Bonaparte (1828–1895)                                  | Napoleon Lucjan Bonaparte (1828–1895)                                  | Napoleon Lucjan Bonaparte (1828–1895)       | Napoleon Lucjan Bonaparte (1828–1895)       |   |   | Napoleon-Karol Bonaparte (1839–1899)  | Napoleon-Karol Bonaparte (1839–1899)  | Napoleon-Karol Bonaparte (1839–1899)  | Napoleon-Karol Bonaparte (1839–1899)  | Napoleon-Karol Bonaparte (1839–1899)                 | Napoleon-Karol Bonaparte (1839–1899)                 |                                                      |                                                      | 10 innych dzieci                                     | 10 innych dzieci                                     | 10 innych dzieci                          | 10 innych dzieci                          | 10 innych dzieci                          | 10 innych dzieci                          |                                    |                                    |                                                                    |                                                                    |                                                                    |                                                                    |                                                                    |                                                                    |                                       |                                       |                                      |                                      |                                      |                                      |                                      |                                      |                                |                                | Napoleon IV Bonaparte (1856–1879)                                  | Napoleon IV Bonaparte (1856–1879)                                  | Napoleon IV Bonaparte (1856–1879)                                  | Napoleon IV Bonaparte (1856–1879)                                  | Napoleon IV Bonaparte (1856–1879)                                  | Napoleon IV Bonaparte (1856–1879)                                  |  |  |               |               |               |               |               |               |                                            |                                            |                                            |                                            |                                            |                                            |   |   |  |  |                                                     |                                                     |                                                           |                                                           |                                                           |                                                           |                                                           |                                                           |                                       |                                       | Maria Klotylda Bonaparte (1912–1996)                          | Maria Klotylda Bonaparte (1912–1996)                          | Maria Klotylda Bonaparte (1912–1996)                          | Maria Klotylda Bonaparte (1912–1996)                          | Maria Klotylda Bonaparte (1912–1996)                          | Maria Klotylda Bonaparte (1912–1996)                          |   |   | Napoleon Ludwik Hieronim Bonaparte (1914–1997) m. Alix de Foresta-Bonaparte | Napoleon Ludwik Hieronim Bonaparte (1914–1997) m. Alix de Foresta-Bonaparte | Napoleon Ludwik Hieronim Bonaparte (1914–1997) m. Alix de Foresta-Bonaparte | Napoleon Ludwik Hieronim Bonaparte (1914–1997) m. Alix de Foresta-Bonaparte | Napoleon Ludwik Hieronim Bonaparte (1914–1997) m. Alix de Foresta-Bonaparte | Napoleon Ludwik Hieronim Bonaparte (1914–1997) m. Alix de Foresta-Bonaparte |  |  |                                                                        |                                                                        |                                                                        |                                                                        |                                                                        |                                                                        |  |  |                                                                                                 |                                                                                                 |                                                                                                 |                                                                                                 |                                                                                                 |                                                                                                 |  |  |                                                                 |                                                                 |                                                                 |                                                                 |                                                                 |                                                                 |  |  |                                           |                                           |                                           |                                           |                                           |                                           |  |  |                                |                                |                                |                                |                                |                                |  |  |                                                |                                                |                                                |                                                |                                                |                                                |  |  |  |  |  |  |  |  |  |  |
|                                    |                                    |                                    |                                    |                                    |                                    |                                                                        |                                                                        |                                                                        |                                                                        |                                                                        |                                                                        |                                             |                                             |   |   |                                       |                                       |                                       |                                       |                                                      |                                                      |                                                      |                                                      |                                                      |                                                      |                                           |                                           |                                           |                                           |                                    |                                    |                                                                    |                                                                    |                                                                    |                                                                    |                                                                    |                                                                    |                                       |                                       |                                      |                                      |                                      |                                      |                                      |                                      |                                |                                |                                                                    |                                                                    |                                                                    |                                                                    |                                                                    |                                                                    |  |  |               |               |               |               |               |               |                                            |                                            |                                            |                                            |                                            |                                            |   |   |  |  |                                                     |                                                     |                                                           |                                                           |                                                           |                                                           |                                                           |                                                           |                                       |                                       |                                                               |                                                               |                                                               |                                                               |                                                               |                                                               |   |   |                                                                             |                                                                             |                                                                             |                                                                             |                                                                             |                                                                             |  |  |                                                                        |                                                                        |                                                                        |                                                                        |                                                                        |                                                                        |  |  |                                                                                                 |                                                                                                 |                                                                                                 |                                                                                                 |                                                                                                 |                                                                                                 |  |  |                                                                 |                                                                 |                                                                 |                                                                 |                                                                 |                                                                 |  |  |                                           |                                           |                                           |                                           |                                           |                                           |  |  |                                |                                |                                |                                |                                |                                |  |  |                                                |                                                |                                                |                                                |                                                |                                                |  |  |  |  |  |  |  |  |  |  |
|                                    |                                    |                                    |                                    |                                    |                                    |                                                                        |                                                                        | Zénajda Bonaparte (1860–1862)                                          | Zénajda Bonaparte (1860–1862)                                          | Zénajda Bonaparte (1860–1862)                                          | Zénajda Bonaparte (1860–1862)                                          | Zénajda Bonaparte (1860–1862)               | Zénajda Bonaparte (1860–1862)               |   |   | Maria Bonaparte (1870–1947)           | Maria Bonaparte (1870–1947)           | Maria Bonaparte (1870–1947)           | Maria Bonaparte (1870–1947)           | Maria Bonaparte (1870–1947)                          | Maria Bonaparte (1870–1947)                          |                                                      |                                                      | Eugeniusz Bonaparte (1872–1949)                      | Eugeniusz Bonaparte (1872–1949)                      | Eugeniusz Bonaparte (1872–1949)           | Eugeniusz Bonaparte (1872–1949)           | Eugeniusz Bonaparte (1872–1949)           | Eugeniusz Bonaparte (1872–1949)           |                                    |                                    |                                                                    |                                                                    |                                                                    |                                                                    |                                                                    |                                                                    |                                       |                                       |                                      |                                      |                                      |                                      |                                      |                                      |                                |                                |                                                                    |                                                                    |                                                                    |                                                                    |                                                                    |                                                                    |  |  |               |               |               |               |               |               |                                            |                                            |                                            |                                            |                                            |                                            |   |   |  |  |                                                     |                                                     |                                                           |                                                           |                                                           |                                                           |                                                           |                                                           |                                       |                                       | Karol Józef Hieronim Bonaparte (b.1950)                       | Karol Józef Hieronim Bonaparte (b.1950)                       | Karol Józef Hieronim Bonaparte (b.1950)                       | Karol Józef Hieronim Bonaparte (b.1950)                       | Karol Józef Hieronim Bonaparte (b.1950)                       | Karol Józef Hieronim Bonaparte (b.1950)                       |   |   | Katarzyna Elżbieta Bonaparte (b.1950)                                       | Katarzyna Elżbieta Bonaparte (b.1950)                                       | Katarzyna Elżbieta Bonaparte (b.1950)                                       | Katarzyna Elżbieta Bonaparte (b.1950)                                       | Katarzyna Elżbieta Bonaparte (b.1950)                                       | Katarzyna Elżbieta Bonaparte (b.1950)                                       |  |  | Laura Klementyna Bonaparte (b.1952)                                    | Laura Klementyna Bonaparte (b.1952)                                    | Laura Klementyna Bonaparte (b.1952)                                    | Laura Klementyna Bonaparte (b.1952)                                    | Laura Klementyna Bonaparte (b.1952)                                    | Laura Klementyna Bonaparte (b.1952)                                    |  |  | Hieronim Ksawery Bonaparte (b.1957)                                                             | Hieronim Ksawery Bonaparte (b.1957)                                                             | Hieronim Ksawery Bonaparte (b.1957)                                                             | Hieronim Ksawery Bonaparte (b.1957)                                                             | Hieronim Ksawery Bonaparte (b.1957)                                                             | Hieronim Ksawery Bonaparte (b.1957)                                                             |  |  |                                                                 |                                                                 |                                                                 |                                                                 |                                                                 |                                                                 |  |  |                                           |                                           |                                           |                                           |                                           |                                           |  |  |                                |                                |                                |                                |                                |                                |  |  |                                                |                                                |                                                |                                                |                                                |                                                |  |  |  |  |  |  |  |  |  |  |
|                                    |                                    |                                    |                                    |                                    |                                    |                                                                        |                                                                        | Zénajda Bonaparte (1860–1862)                                          | Zénajda Bonaparte (1860–1862)                                          | Zénajda Bonaparte (1860–1862)                                          | Zénajda Bonaparte (1860–1862)                                          | Zénajda Bonaparte (1860–1862)               | Zénajda Bonaparte (1860–1862)               |   |   | Maria Bonaparte (1870–1947)           | Maria Bonaparte (1870–1947)           | Maria Bonaparte (1870–1947)           | Maria Bonaparte (1870–1947)           | Maria Bonaparte (1870–1947)                          | Maria Bonaparte (1870–1947)                          |                                                      |                                                      | Eugeniusz Bonaparte (1872–1949)                      | Eugeniusz Bonaparte (1872–1949)                      | Eugeniusz Bonaparte (1872–1949)           | Eugeniusz Bonaparte (1872–1949)           | Eugeniusz Bonaparte (1872–1949)           | Eugeniusz Bonaparte (1872–1949)           |                                    |                                    |                                                                    |                                                                    |                                                                    |                                                                    |                                                                    |                                                                    |                                       |                                       |                                      |                                      |                                      |                                      |                                      |                                      |                                |                                |                                                                    |                                                                    |                                                                    |                                                                    |                                                                    |                                                                    |  |  |               |               |               |               |               |               |                                            |                                            |                                            |                                            |                                            |                                            |   |   |  |  |                                                     |                                                     |                                                           |                                                           |                                                           |                                                           |                                                           |                                                           |                                       |                                       | Karol Józef Hieronim Bonaparte (b.1950)                       | Karol Józef Hieronim Bonaparte (b.1950)                       | Karol Józef Hieronim Bonaparte (b.1950)                       | Karol Józef Hieronim Bonaparte (b.1950)                       | Karol Józef Hieronim Bonaparte (b.1950)                       | Karol Józef Hieronim Bonaparte (b.1950)                       |   |   | Katarzyna Elżbieta Bonaparte (b.1950)                                       | Katarzyna Elżbieta Bonaparte (b.1950)                                       | Katarzyna Elżbieta Bonaparte (b.1950)                                       | Katarzyna Elżbieta Bonaparte (b.1950)                                       | Katarzyna Elżbieta Bonaparte (b.1950)                                       | Katarzyna Elżbieta Bonaparte (b.1950)                                       |  |  | Laura Klementyna Bonaparte (b.1952)                                    | Laura Klementyna Bonaparte (b.1952)                                    | Laura Klementyna Bonaparte (b.1952)                                    | Laura Klementyna Bonaparte (b.1952)                                    | Laura Klementyna Bonaparte (b.1952)                                    | Laura Klementyna Bonaparte (b.1952)                                    |  |  | Hieronim Ksawery Bonaparte (b.1957)                                                             | Hieronim Ksawery Bonaparte (b.1957)                                                             | Hieronim Ksawery Bonaparte (b.1957)                                                             | Hieronim Ksawery Bonaparte (b.1957)                                                             | Hieronim Ksawery Bonaparte (b.1957)                                                             | Hieronim Ksawery Bonaparte (b.1957)                                                             |  |  |                                                                 |                                                                 |                                                                 |                                                                 |                                                                 |                                                                 |  |  |                                           |                                           |                                           |                                           |                                           |                                           |  |  |                                |                                |                                |                                |                                |                                |  |  |                                                |                                                |                                                |                                                |                                                |                                                |  |  |  |  |  |  |  |  |  |  |
|                                    |                                    |                                    |                                    |                                    |                                    |                                                                        |                                                                        |                                                                        |                                                                        |                                                                        |                                                                        |                                             |                                             |   |   |                                       |                                       |                                       |                                       |                                                      |                                                      |                                                      |                                                      |                                                      |                                                      |                                           |                                           |                                           |                                           |                                    |                                    |                                                                    |                                                                    |                                                                    |                                                                    |                                                                    |                                                                    |                                       |                                       |                                      |                                      |                                      |                                      |                                      |                                      |                                |                                |                                                                    |                                                                    |                                                                    |                                                                    |                                                                    |                                                                    |  |  |               |               |               |               |               |               |                                            |                                            |                                            |                                            |                                            |                                            |   |   |  |  |                                                     |                                                     |                                                           |                                                           |                                                           |                                                           |                                                           |                                                           |                                       |                                       |                                                               |                                                               |                                                               |                                                               |                                                               |                                                               |   |   |                                                                             |                                                                             |                                                                             |                                                                             |                                                                             |                                                                             |  |  |                                                                        |                                                                        |                                                                        |                                                                        |                                                                        |                                                                        |  |  |                                                                                                 |                                                                                                 |                                                                                                 |                                                                                                 |                                                                                                 |                                                                                                 |  |  |                                                                 |                                                                 |                                                                 |                                                                 |                                                                 |                                                                 |  |  |                                           |                                           |                                           |                                           |                                           |                                           |  |  |                                |                                |                                |                                |                                |                                |  |  |                                                |                                                |                                                |                                                |                                                |                                                |  |  |  |  |  |  |  |  |  |  |
|                                    |                                    |                                    |                                    |                                    |                                    |                                                                        |                                                                        |                                                                        |                                                                        |                                                                        |                                                                        |                                             |                                             |   |   |                                       |                                       |                                       |                                       |                                                      |                                                      |                                                      |                                                      |                                                      |                                                      |                                           |                                           |                                           |                                           |                                    |                                    |                                                                    |                                                                    |                                                                    |                                                                    |                                                                    |                                                                    |                                       |                                       |                                      |                                      |                                      |                                      |                                      |                                      |                                |                                |                                                                    |                                                                    |                                                                    |                                                                    |                                                                    |                                                                    |  |  |               |               |               |               |               |               |                                            |                                            |                                            |                                            |                                            |                                            |   |   |  |  |                                                     |                                                     | Karolina Bonaparte (b.1980)                               | Karolina Bonaparte (b.1980)                               | Karolina Bonaparte (b.1980)                               | Karolina Bonaparte (b.1980)                               | Karolina Bonaparte (b.1980)                               | Karolina Bonaparte (b.1980)                               |                                       |                                       | Jan Krzysztof Bonaparte (b.1986)                              | Jan Krzysztof Bonaparte (b.1986)                              | Jan Krzysztof Bonaparte (b.1986)                              | Jan Krzysztof Bonaparte (b.1986)                              | Jan Krzysztof Bonaparte (b.1986)                              | Jan Krzysztof Bonaparte (b.1986)                              |   |   | Zofia Katarzyna Bonaparte (b.1992)                                          | Zofia Katarzyna Bonaparte (b.1992)                                          | Zofia Katarzyna Bonaparte (b.1992)                                          | Zofia Katarzyna Bonaparte (b.1992)                                          | Zofia Katarzyna Bonaparte (b.1992)                                          | Zofia Katarzyna Bonaparte (b.1992)                                          |  |  |                                                                        |                                                                        |                                                                        |                                                                        |                                                                        |                                                                        |  |  |                                                                                                 |                                                                                                 |                                                                                                 |                                                                                                 |                                                                                                 |                                                                                                 |  |  |                                                                 |                                                                 |                                                                 |                                                                 |                                                                 |                                                                 |  |  |                                           |                                           |                                           |                                           |                                           |                                           |  |  |                                |                                |                                |                                |                                |                                |  |  |                                                |                                                |                                                |                                                |                                                |                                                |  |  |  |  |  |  |  |  |  |  |